# Anartri
Anartri är en form av talstörning som har samma orsaker som dysartri och medför svårigheter med koordination av artikulation, andning och röst. Skillnaden mellan dysartri och anartri är störningens svårighetsgrad, vid anartri som är den svårare störningen så kan personen ifråga inte tala alls.